# Leopold Husinsky
Leopold Husinsky (* 21. Dezember 1890; † 31. März 1951) war ein österreichischer Journalist.
Leopold Husinsky studierte an der Universität Wien Germanistik und Philosophie bis zum Doktorat. Im Ersten Weltkrieg geriet er als Oberleutnant in russische Gefangenschaft und kehrte erst 1921 nach Wien heim. Im August 1921 begann er seine journalistische Karriere bei der katholisch-antisemitisch orientierten „Reichspost“. Von 1928 bis 1938 war er auch Redakteur beim im gleichen Verlag erscheinenden und tendenzmäßig gleich ausgerichteten „Wiener Montagsblatt“ und publizierte auch unter dem Pseudonym „Attila“. Husinskys Antrag auf Ausstellung eines Schriftleiterausweises wurde im Juli 1938 vom „Reichsverband der deutschen Presse“ abgelehnt, weil er nach den Nürnberger Gesetzen als „Mischling 1. Grades“ galt. Er bemühte sich daraufhin vergeblich um Befreiung vom Erfordernis der arischen Abstammung und musste im August 1938 aus der Redaktion der Reichspost ausscheiden. In der Folge arbeitete er bis 1945 als Buchhalter im Erzbischöflichen Ordinariat Wien.
1945 wurde Husinsky zuerst Chefredakteur-Stellvertreter der Tageszeitung „Neues Österreich“. Ab August 1945 Chef vom Dienst und Chefredakteur-Stellvertreter der Publikation „Das Kleine Volksblatt“. Schließlich wurde er 1948 auch Chefredakteur dieser Zeitung und blieb dies bis zu seinem Tod 1951. Nach dem Krieg war Husinsky Mitglied des Untersuchungsausschusses der Journalistengewerkschaft. Auch sein Sohn Heribert Husinsky (* 1923) ist als prononciert katholischer Journalist hervorgetreten.